# Limba galică
Limba galică este o limbă celtică dispărută, care era vorbită de către gali, poporul care locuia regiunea cunoscută ca Galia din Epoca Fierului până în perioadă romană. Aria vorbitoare de galică acoperea teritoriile care aparțin astăzi mai multor țări din Europa Occidentală, inclusiv Franța, Elveția, partea septentrională a Italiei, partea orientală a Belgiei, Luxembourg și partea occidentală a Germaniei.
După cucerirea romană a Galiei, limba galică subzista în popor, amestecându-se cu limba latină și în urmă fiind înlocuită aproape complet de varianta vulgară a limbii Imperiului și de limbi germanice diverse între secolul IV și secolul VI. Elementele lexicului galic au fost păstrate mai ales în limba franceză în forma de substrat lexical conținând între 180 și 400 de cuvinte și în toponimie, dat faptul că cuceritorii romani de obicei au adaptat numele galice ale localităților din cauza apropierii morfologice a limbilor.
Galica este clasificată împreună cu limba celtiberică în subfamilia continentală a limbilor celtice. Majoritatea inscripțiilor descoperite arată de asemenea că trebuie să fi aparținut și limbilor P-celtice. Celtiștii au identificat patru dialecte principale ale limbii galice: transalpin, cisalpin, galațian și lepontin, cel din urmă fiind adesea considerat a fi o limbă separată.

## Istorie

### Atestări scrise

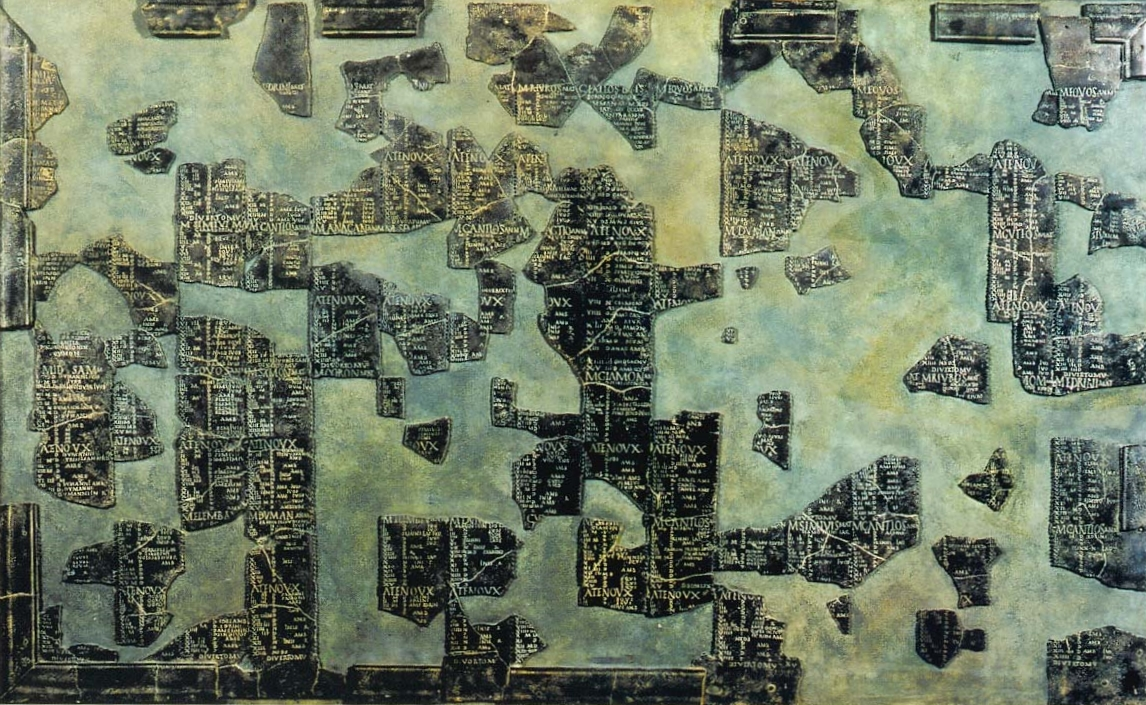
Calendarul de la Coligny.

Cunoștințele legate de limba galică sunt lacunare, întrucât celții au privilegiat oralitatea și memoria pentru transmiterea  cunoștințelor. În afară de faptul că „cuvântul scris este mort”, Iulius Caesar nota în Comentariile sale la Războiul Galic că versurile învățate de la druizi nu  trebuie să fie scrise Totuși, inscripțiile galice au fost descoperite în aproape întreaga Franță de azi – cu excepția Aquitaniei – și în regiunile subalpine ale Italiei. Documentele romane dovedesc că s-a vorbit galică și în regiunile amplasate mai spre nord și est. Se leagă distribuția geografică a limbii galice cu răspândirea culturii La Tène începând cu secolul V î.Hr.. Inscripțiile găsite conțin diverse informații, inclusiv omagii scurte, epitafuri, declarații de proprietate și expresii de sentimente, dar s-au păstrat și nite documente mai lungi de natură legală, magică și religioasă, cum ar fi Calendarul de la Coligny, care conține denumiri galice ale lunilor, sau Plombul de la Chamalières, care este un exemplu de defixio. Textele găsite permit să se constate că limba galică a fost vorbită de fiecare stare socială atât înainte cât și după cucerirea romană a Galiei.
Cunoașterea limbii galice este datorită nu numai inscripțiilor, dar și substratului lexical din franceză, menționat mai sus și a numelor personale, toponimelor și etnonimelor păstrate în surse de origine greacă și latină. Cele mai vechi atestări provin din secolul al VI-lea î.Hr. și sunt lepontine. Au fost descoperite în Galia Cisalpină (actuala Italie de nord) și scrise folosind o formă veche a alfabetului italic. Inscripțiile în alfabetul grec s-au găsit îndeosebi în Camargue și valea Ronului de jos. Inscripțiile datate din perioada romană și scrise în alfabetul latin au fost descoperite în regiunile centrale ale Franței.
Atestările scrise ale limbii galice cel mai adesea constă în câteva cuvinte, deseori nume personale, și multe dintre ele nu s-au păstrat decât parțial. Este posibil, însă, să fie extrase din ele informațiile despre morfologia și sintaxa limbii, și să fie dovedită etimologia galică a unor termeni pătrunși în limba latină. De asemenea, unele indicatoare textuale permit recunoașterea caracterului mai formal sau poetic al unora dintre ele.
Deși elitele galice au adoptat treptat limba latină, cu scopul de a-și să păstra pozițiile superioare în regiune, limba galică a rămas în uz în zonele rurale, influențând dialecte locale ale latinei vulgare. Faptul coexistenței celor două limbi este atestat în mai multe surse. Sfântul Ireneu, episcopul de la Lugdunum, mai avea nevoie de a ține predici în galică în ultimul sfert al secolului II Senatorul Cassius Dio a fost înspăimântat auzind legioniștii vorbind galică în Roma. Sfântul Ieronim a remarcat în comentariul său la Epistola către galateni a lui Pavel că tribul treverilor, care au locuit zonele înconjurătoare ale Trierului vorbeau aproape aceeași limbă ca galatenii, o concluzie susținută de inscripții din secolul al III-lea sau secolul al IV-lea. În secolul al V-lea, galica este atestată ca limba vie în părțile germanofone actuale ale Elveției. Sfântul Gregor de Tours admite în secolul al VI-lea că un sanctuar din Auvergne se numește „Vasso Galate” în galică. Totuși, condițiile sociale precum șerbia și schimburile economice, care au provocat migrația masivă a vorbitorilor de latină către arii rurale, pe lângă apropierea morfologică ale limbilor, au dus la dispariția limbii galice, nu mai târziu de secolul al VI-lea.

### Diacronie

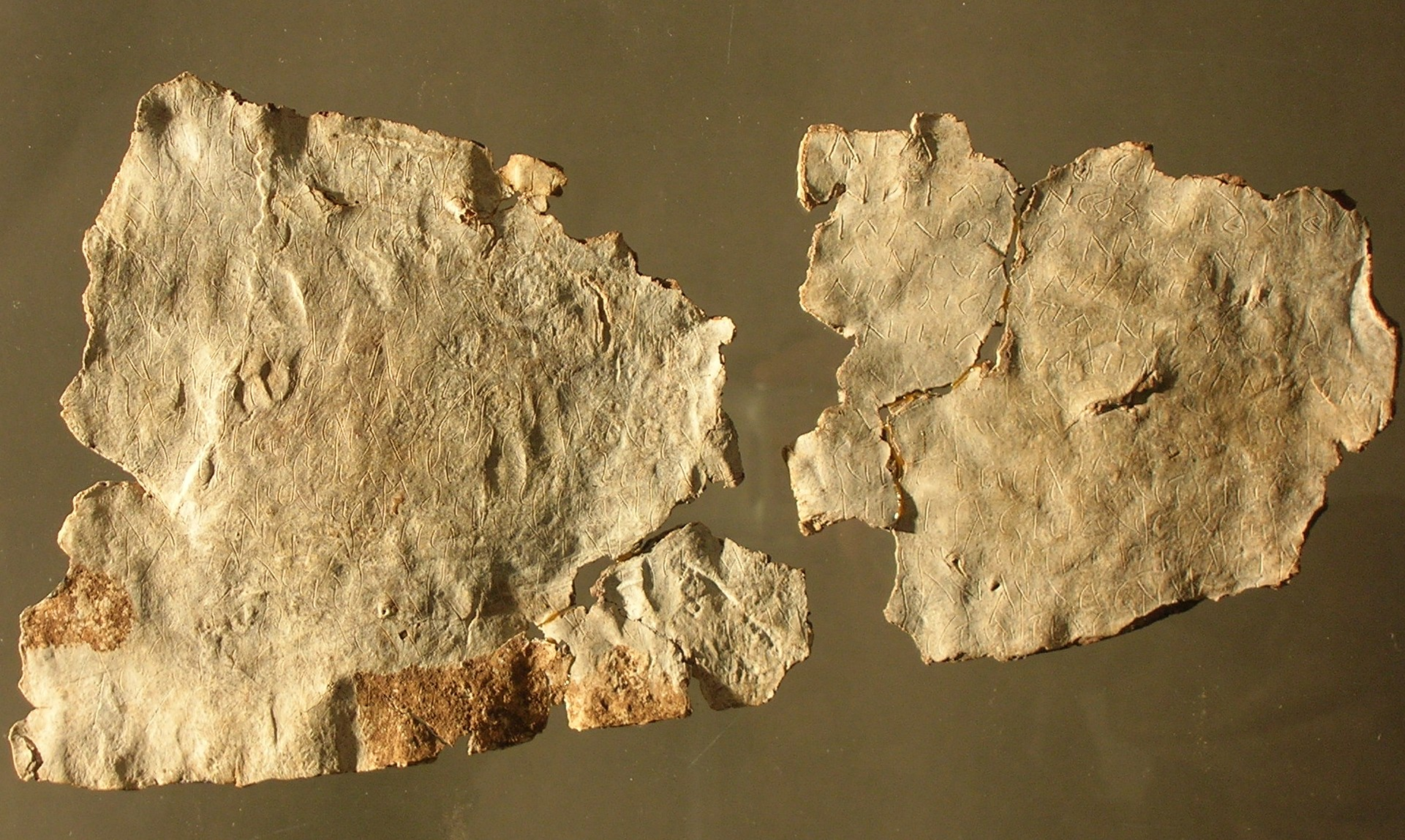
Una din Tabletele de plumb de la Larzac

Galica este una dintre cele mai vechi limbi celtice și atestările ei scrise, comparate cu lexemele irlandeze, galeze ș.a.m.d. au ajutat foarte mult la reconstruirea limbii protoceltice Lingviștii au reușit să stabilească următoarele schimbări fonetice care au avut loc în galică:
- schimbarea consoanei labiovelare kʷ în p; aceeași dezvoltare față de protoceltică apare și la limbi britonice (și, față de latină, în limbile română și sardă), pe când celtiberica și goidelice au păstrat labiovelară, sunetul acesta pierzând caracterul său labial mai târziu. Cf. protocelticul *ekʷo- „cal” a rezultat în galicul epos „id.” și în bretonul keneb „iapă însărcinată”, dar în each „id.” în irlandeza.
- consoana labiovelară gʷ a devenit w. Cf. *gʷed-yo- „a (se) ruga” → uediiumi „mă rog”.
- s geminat a evoluat în sunet de valoare incertă, probabil tˢ. Cf. *nesso- „mai aproape” → neđđamon „proxim, apopiat”.
- diftongul ou, ow a fost simplificat în o cu prelungire compensatoare. Cf. *towta- „popor, trib” → tōta.
- secvențe intervocalice st, sr și str au evoluat în tˢ, ðr și θr respectiv.
- consoana oclusivă labială sau velară combinată cu t sau s s-a îmbinat cu ea, rezultând în noul sunet fricativ χ.

## Sunete și sisteme de scriere

### Fonologie
Nu se poate spune mult cu certitudine despre fonologia limbilor moarte. Valorile fonetice ale grafemelor galice sunt reconstruite datorită informațiilor provenite din surse latinești și modul de pronunțare al multor dintre ele rămâne și va rămâne incert. Un exemplu poate să fie valoarea fonetică adevărată a consoanei marcate în text cu đ (supranumite „tau galic” deja în Antichitate) și descrise în mod foarte ambiguu. Pronunțarea propusă /tˢ/ este cea care domină astăzi în lumea de știință.

#### Vocale
|          | Anterioare | Centrale | Posterioare |
| -------- | ---------- | -------- | ----------- |
| Închise  | [i iː]     |          | [u uː]      |
| Mijlocii | [e eː]     |          | [o oː]      |
| Deschise |            | [a aː]   |             |

Conform informațiilor adunate de la surse scrise, galica s-a bucurat de sistemul vocalic destul de bogat și asemănător latinei clasice: a cuprins cinci vocale scurte și cinci vocale lungi. De asemenea, au existat cinci diftongi: /ai/, /oi/, /au/, /eu/ și /ou/, care au fost supuși mai multor schimbări cu timp. /ai/ și /oi/ s-au îmbinat și monoftongizat la /iː/, iar /eu/ și /ou/ au fost reduse la /oː/. În general, diftongii lungi au devenit scurți și apoi s-au simplificat formând monoftong.

### Consoane
|           | Bilabiale | Alveolare | Palatale | Velare |
| --------- | --------- | --------- | -------- | ------ |
| Nazale    | [m]       | [n]       |          |        |
| Ocluzive  | [p b]     | [t d]     |          | [k ɡ]  |
| Africate  |           | [tˢ]      |          |        |
| Fricative |           | [s]       |          | [(χ)]1 |
| Sonante   |           |           | [j]      | [w]    |
| Lichide   |           | [r, l]    |          |        |

1 [χ] este un alofon al /k/ când acest sunet este poziționat înainte de /t/.
Fonemele consonantice nu au fost supuse schimbărilor atât de turbulente ca a fost în cazul vocalelor și multe dintre ele se atribuie influenței externe. Printre schimbările atestate se pot menționa simplificarea secventei /ln/ la /l/ geminat, iar secvenței formate de consoană oclusivă și /s/ la /s/ geminat.

### Ortografie

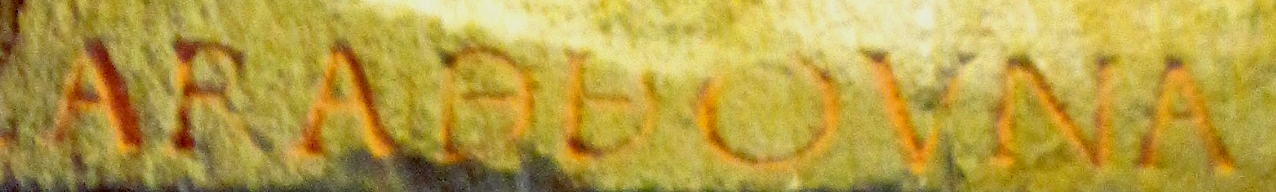
Numele galic ARAĐĐOVNA pe un mormânt, cu un dublu tau galic.

Pentru limba galică au fost folosite cel puțin trei sisteme de scriere peste secole. Cele mai vechi atestări cunoscute au fost scrise în alfabetul etrusc modificat, cunoscut ca „alfabetul de la Lugano” adoptat de gali, cel mai probabil după cucerirea zonelor locuite de lepontini în secolul al IV-lea î.Hr.. S-au găsit aproape zece inscripții, cea mai tânără fiind din secolul I î.Hr..
Alfabetul de la Lugano a conținut următoarele caractere:
A E I K L M N O P R S T Θ U V X Z
Acest sistem de scriere nu a distins între oclusivele sonore și surde, ce înseamna că semnele P reprezintă atât /p/ cât și /b/, T stă pentru /t/ și /d/, iar K — pentru /k/ și /g/. Z probabil stă pentru /tˢ/, Θ pentru /t/ iar X pentru /g/. Deosebirea între U și V se face numai într-o inscripție timpurie.
În teritoriul Provenței de azi au fost descoperite inscripțiile scrise în alfabetul grec. Atestările arheologice limitează zona de uz a acestui sistem de scriere la delta fluviului Ron, Camargue, care a înconjurat orașul grec Massalia (Marsilia de astăzi). Deși se consideră perioada scrierii galo-grece ca fiind începutul alfabetizării galilor, suportul arheologic pentru răspândirea alfabetului grec mai departe în Galia Transalpină este destul de slab.
Alfabetul grec a fost adaptat în forma sa orientală și a apărut cum urmează:
α β γ δ ε ζ η θ ι κ λ μ ν ξ ο π ρ σ τ υ χ ω ꙙ

Α Β Γ Δ Ε Ζ Η Θ Ι Κ Λ Μ Ν Ξ Ο Π Ρ Σ Τ Υ Χ Ω Ꙙ
Χ a reprezentat /χ/, Θ și Ꙙ — /tˢ/ („tau galic”), ΟΥ — /u/, /uː/ și /w/, Η — /e/ și /eː/, Ω — /o/ și /oː/, Ι — /i/, iar ΕΙ — /iː. Literele grecești fi și psi nu au fost folosite.
Odată cu cucerirea Galiei, limba galică a început să fie scrisă cu alfabetul latin. Inscripțiile galice scrise cu alfabetul cuceritorilor au fost descoperite în aproape întreaga arie vorbitoare altădată de galică, dar mai ales în partea centrală a Franței actuale.
A B C D Ð E F G H I K L M N O P Q R S T U V X Z

a b c d ð e f g h i k l m n o p q r s t u v x z
Alfabetul latin a fost îmbogățit cu Ð, numit tau galic, introdus pentru a indica /tˢ/, unicul sunet al limbii galice care nu apare în latină. X stă atât pentru [χ] cât și pentru /ks/). Q apare sporadic, întotdeauna cu U/V ca varianta de scriere a secvenței CU și poate și să marcheze realizarea arhaică a sunetului evoluat din consoană labiovelară surdă protoceltică, pe semne /kw/. U și V nu sunt diferențiate, ambele reprezentând sunetele /u/, /uː/ și /w/.

## Morfologie
Limba galică reprezintă similitudine distinctă cu limba latină din punct de vedere al morfologiei, faptul o dată considerat să dovedească conceptul subfamiliei comune italo-celtice în cadrul familiei indo-europene. Calvert Watkins a contestat această ipoteză ducând la respingerea ei generală de către lingviști și înlocuind-o cu impoteza de influențe mutuale lungi provocate de mulți ani de vecinătate. Oarecare ar fi motivul acestor analogii, similitudinea marcantă a sistemului flexionar al limbilor cu siguranță a ușurat înlocuirea galicei cu latina.

### Substantiv
Se presupune că limba galică a avut șase sau șapte cazuri gramaticale. Împărtășea cu latina nominativul, genitivul, acuzativul, dativul și vocativul, dar în locul ablativului avea instrumentalul și, probabil, locativul, la ca și limbile slave și baltice. Cele mai bine atestate sunt formele flexionare ale substantivelor cu teme pe -o- și -ā- și la nominativ și acuzativ. Tabelul de mai jos prezintă toate modelele de declinare atestate. Rubrica goală înseamnă că forma declinată pentru acest grup de declinare nu este atestată în surse.
| Caz          | Singular     | Singular     | Singular       | Singular           | Singular    | Singular      | Singular        | Singular       |
| Caz          | tema pe ā    | tema pe o    | tema pe o      | tema pe i          | tema pe i   | tema pe u     | tema pe u       | tema pe r      |
| ------------ | ------------ | ------------ | -------------- | ------------------ | ----------- | ------------- | --------------- | -------------- |
| Nominativ    | tōtā „popor” | mapos „fiu”  | dūnon „cetate” | vātis „prezicător” | mori „mare” | magus „băiat” | medu „hidromel” | brātīr „frate” |
| Genitiv      | tōtas        | mapī         | dūnī           | vātes              | mores       | magous        | medos           | brāteros       |
| Acuzativ     | tōtan, tōten | mapon        | dūnon          | vātin              | mori        | magun         | medu            | brāterem       |
| Dativ        | tōtai > tōtī | mapūi > mapū | dūnūi > dūnū   | vāte               | more        | magou         | medou           | brāteri        |
| Instrumental | tōtia        | mapu         | dūnu           |                    |             |               |                 |                |
| Locativ      |              | mape         | dūne           |                    |             |               |                 |                |
| Vocativ      | tōta         | mape         | dūne           | vāti               | mori        | magu          |                 |                |
| Caz          | Plural       | Plural       | Plural         | Plural             | Plural      | Plural        | Plural          | Plural         |
| Caz          | tema pe ā    | tema pe o    | tema pe o      | tema pe i          | tema pe i   | tema pe u     | tema pe u       | tema pe r      |
| Nominativ    | tōtas        | mapoi > mapī | dūna           | vātes              | moria       | magoues       |                 | brāteres       |
| Genitiv      | tōtanon      | mapon        | dūnon          | vātion             | morion      | maguon        | meduon          | brāteron       |
| Acuzativ     | tōtās        | mapūs        |                | vātīs              | moria       | maguās        |                 | brāteras       |
| Dativ        | tōtabo       | mapobo       | dūnobo         |                    |             | maguebo       | meduebo         | brāterebo      |
| Instrumental |              | mapobi       |                |                    |             |               |                 | brāterebi      |
| Locativ      |              |              |                |                    |             |               |                 |                |
| Vocativ      |              | mapūs        |                |                    |             |               |                 |                |

Inscripțiile păstrate uneori atestă evoluția morfologică cu timp, spre exemplu dativul singular al substantivelor cu tema pe ā a fost -āi în cele mai vechi, dar -ī în cele mai târzii, schimbare paralelă cu irlandeză veche. De asemena, formele instrumentalului și dativului la plural, respectiv -bi și -bo, au început să se amestece, și acest proces regăsindu-se în limbile celtice insulare moderne. La substantive cu tema pe o se observează o inovație datorită probabil vecinătății italice, și anume înlocuirea desinențelor așteptate -ōs și -os la nominativul plural și genitivul plural cu -oi respectiv -ī. Limba celtiberică, mai veche decât limba galică, pastrează desinențele moștenite -oś respectiv -o. Alte inovații specifice galicei includ desinența genitivului singular la substantivele cu tema pe ā în forma de -ias, în locul formei vechi -as și desinența -anom în loc de *-aom așteptat la același caz în același grup la plural (cf. celtiberică -aum).

### Verb
Nu se știe mult despre conjugarea verbelor în galică. Nu s-au păstrat destul de multe atestări scrise care să se reconstruiască întreaga paradigmă pentru orice verb. Din materialul descoperit se pot trage niște concluzii care dau o perspectivă anume asupra morfologiei verbale ale acestei limbi.
Desinența de persoană întâi la prezent singular a fost -u, fapt demonstrat de formele verbale precum: cluiou „eu aud”, gniiou „eu cunosc”, regu „eu conduc”. De asemenea, este confirmată existența verbelor reflexive: nemnaliiumi (= nemnaliiu-mi, „eu sărbătoresc”), pissiumi (= pissiu-mi, „eu văd”), uediiumi (= uediiu-mi, „mă rog”).
Aoristul de tip s proto-indo-european a evoluat în preteritul de tip t în galică, prin îmbinarea desinenței vechi de persoană a treia la singular de imperfect cu desinența corespunzătoare de perfect și afixarea desinenței noi la fiecare formă a noului preterit-t. În mod asemănător, preteritul de tip s este format prin generalizarea desinenței de persoană a treia de singular.
Nu s-au găsit atestări care ar confirma existența timpurilor compuse în limba galică. Ca și în limba latină, perfectul și imperfectul au avut formele sintetice. Astfel s-a exprimat și diateza pasivă. A existat și modul conjunctiv, des folosit în inscripții. Formele verbului a fi păstrate arată niște iregularități, o trăsătură comună a limbilor indo-europene.

### Numeral
Deși nu se știe mult de declinarea lor, s-au păstrat până în ziua de azi mai multe numerale cardinale și ordinale. Toate formele atestate sunt prezentate în tabelul de mai jos.
| Număr | Numeral cardinal    | Numeral ordinal |
| ----- | ------------------- | --------------- |
| 1     | oinos               | cintus          |
| 2     |                     | allos           |
| 3     | tris, treis, trides | tritos          |
| 4     | petuares            | petuarios       |
| 5     | pempe               | pimpetos        |
| 6     | suex                | suexos, suextos |
| 7     | sextan              | sextametos      |
| 8     | oxtu-               | oxtumetos       |
| 9     |                     | nametos         |
| 10    | decan               | decametos       |
| 14    |                     | petrudecametos  |
| 20    | uoconti             |                 |
| 30    | tricontis           |                 |
| 100   | canton              |                 |

## Sintaxă
Majoritatea inscripțiilor păstrate dovedește că ordinea subiect-predicat-obiect a fost cel puțin posibilă, dacă nu chiar preferată de vorbitori. Iată un exemplu (abrevierile folosite sunt explicate în caseta la dreaptă):
| martialis dannotali ieuru ucuete sosin celicnon                        |                |              |                 |
| martialis dannotali                                                    | ieuru          | ucuete       | sosin celicnon  |
| GN-sing.                                                               | P-3.Sing.Perf. | CI-Dat.Sing. | CD-Ac.Sing.     |
| Martialis, fiul lui Dannotalis                                         | a oferit       | lui Ucuetis  | această clădire |
| Martialis, fiul lui Dannotalis, a dedicat această clădire lui Ucuetis. |                |              |                 |
Unele inscripții arată însă șabloane deosebite: predicat-subiect-obiect, așa cum în irlandeză și galeză de azi. Datorită caracterului flexionar al limbii, celelalte combinații apar și ele, spre exemplu ordine „latină”, cu verbul la sfârșitul prepoziției, trăsătura împărtășită cu celtiberică. Sunt atestate și prepoziții cu verb la început, acestea însă au caracter imperativ, emfatic sau de contrast. Iată un exemplu a ordinii neobișnuite:
| ratin briuatiom frontu tarbetisonios ieiuru     |                         |                |
| ratin briuatiom                                 | frontu(s) tarbetisonios | ie(i)uru       |
| CD-Ac.Sg.                                       | GN-Sing.                | P-3.Sing.Perf. |
| planșa pe podul                                 | Frontus Tarbetisonios   | a oferit       |
| Frontus Tarbetisonios a oferit planșa pe podul. |                         |                |
O regulă sintactică a limbilor celte insulare, așa zisă restricția lui Vendryes, care impune că pronumele enclitice folosite ca obiectul unui verb să fie atașate la el, se aplică și la galică. Considerând că această limbă urmează și principiile legii lui Wackernagel, ceea ce nu permite cliticelor să fie puse înaintea cuvântului accentuat, verbul cu complemente exprimate cu ajutorul pronumelor a fost deseori mutat la începutul propoziției. Așa cum a fost și în irlandeză veche și galeză literară de azi, verbul a putut fi precedat cu o particulă figurantă care nu are sensul propriu, ci a fost folosită pentru a ușura formarea și enunțarea propoziției.
| sioxti albanos panna extra tuđ CCC           |                    |          |           |                 |      |
| sioxt-                                       | -i                 | albanos  | pannas    | extra tuđ(on)   | CCC  |
| P-3.Sing.Imperf.                             | Pron.Clt.Dat.3.Pl. | GN-Sing. | CD-Ac.Pl. | CP              | Num. |
| adăuga                                       | li                 | Albanos  | nave      | peste cantitate | 300  |
| Albanos li dădea mai mult decât 300 de nave. |                    |          |           |                 |      |
| tomedeclai obalda natina                        |                     |                |          |             |
| to-                                             | -me-                | declai         | obalda   | natina      |
| Pf.                                             | Pron.Clt.Ac.1.Sing. | P-3.Sing.Perf. | GN-Sing. | Ap.         |
| –                                               | pe mine             | s-a întalnit   | Obalda   | fiică dragă |
| S-a întâlnit cu mine Obalda, fiica (lor) dragă. |                     |                |          |             |
Alte particularități o pun pe limba galeză în similitudine mare cu limba latină:
- genitivul urmează substantivul la care se referă: atom deuogdonion „granița oamenilor și zeilor”,
- adjectivul urmează substantivul pe care descrie: toutious namausatis „cetățeanul de la Nemausus”,
- prepoziția începe construcții prepoziționale: in alisija  „în Alesia”.

Subordonarea în prepoziții este marcată cu ajutorul particulei clitice jo, care este folosită în locul pronumelor relative (ce, cine, ș.a.m.d.) și conjuncției care introduce conjunctivul în limba română (să). Jo a fost atașat la primul verb de la propoziție subordonată.
| gobedbi dugijontijo ucuetin in alisija               |              |        |             |            |
| gobedbi                                              | dugijonti-   | -jo    | ucuetin     | in alisija |
| CI-Dat./Ins.Pl.                                      | P-3.Pl.Prez. | Ps.    | CD-Ac.Sing. | CP         |
| fierarilor                                           | servesc      | (care) | Ucuetis     | în Alesia  |
| Pentru fierari care îi servesc pe Ucuetis în Alesia. |              |        |             |            |
| scrisumijo uelor |                      |      |                |
| scrisu-          | -mi-                 | -jo  | uelor          |
| P-1.Sing.Prez.   | Pron.Clt.Nom.1.Sing. | Ps.  | P-1.Sing.Prez. |
| scuip            | eu                   | (să) | vreau          |
| Vreau să scuip.  |                      |      |                |
Pronumele de complement și pronumele disjunctive apar numai în forma unor infixe.

## Corpus
Corpusul galic, compus din 843 inscripții pe bronz, pe plomb, pe piatră, pe unelte, pe arme și pe monede, a fost cules în patru volume sub titlu de Colecția inscripțiilor galice (franceză Recueil des inscriptions gauloises). Cel mai lung text păstrat, plombul de la Larzac a fost decoperit în 1983 în jurul satului L'Hospitalet-du-Larzac, departamentul Aveyron, regiunea Midi-Pirinei. Este scris cu cursiva latină pe două coli de plomb. Se presupune ca este un tip de defixio, dar traducerea exactă a textului rămâne incertă.
Calendarul de la Coligny, găsit în apropierea orașului Lyon cu o statuie identificată să fie Apollo, este un calendar lunisolar. Galii au împărțit anul în două anotimpuri care se începeau cu echinocțiu — samon „vară” și giamon „iarnă” — și douăsprezece luni.
Plombul de la Chamalières este și el o atestare importantă. Scris pe plomb în cursiva latină în douăsprezece versuri, este un alt exemplu de defixio. Pare să fie adresat la zeul Maponos, legat de tinerețe și asociat cu Apollo în mitologia galo-romană.
Cunoștința numeralelor provine de la graffito de la La Graufesenque. Ordinalele au fost scrise pe o farfurie ceramică probabil de un meseriaș într-o olărie. S-au referat la furnale.
Cele mai recente descoperiri sunt inscripții scurte, uneori vulgare, rămase pe rotițe fuselor. În aparență, fetele tinere le primeau din partea adoratorilor săi, exprimând astfel urări și dorințe, ca în exemple:
geneta imi / daga uimpi „Tânără sunt, bună și frumoasă.”
moni gnatha gabi / buđđutton imon „Fata mea, ia penisul meu.”
În Elveția se descoperă inscripții rar, dar multe din toponime în această țară sunt de origine galică, așa cum se petrece în întreaga Galie. Au fost găsite niște inscripții pe arme și monete, ca și cea mai importanta atestare, o coală de zinc cu inscripția ΔΟΒΝΟΡΗΔΟ ΓΟΒΑΝΟ ΒΡΕΝΟΔΩΡ ΝΑΝΤΑΡΩΡ, evident dedicată zeului Gobannos, legat în mitologia galică cu fierărie. Iulius Caesar menționează că niște documente de recensământ scrise cu alfabetul grec au fost găsite în regiuni locuite de elveții.
O formație de folk metal Eluveitie folosește diverse inscripții galice, spre exemplu Plombul de la Chamalières, ca versurile iar liderul ei, Chrigel Glanzmann, încearcă să scrie și textele noi folosind corpusul existent.